# Josh Young
Josh Young (Lawton (Oklahoma), 26 de abril de 1988) es un baloncestista estadounidense que pertenece a la plantilla del Rasta Vechta de la Basketball Bundesliga. Con 1,85 metros de estatura, juega en la posición de base.

## Trayectoria deportiva
Es un alero formado en la universidad de Drake Bulldogs. Tras no ser elegido en el Draft de la NBA de 2010, debutaría como profesional en las filas del Bayer Giants Leverkusen  de la 2. Basketball Bundesliga. Al año siguiente, llegaría a la Basketball Bundesliga, donde jugaría durante tres temporadas en las filas del Walter Tigers Tubingen.
Más tarde, en 2014 llegaría a Alemania para jugar en las filas del Nurnberg Falcons BC de la 2. Basketball Bundesliga, al que volvería en 2016 tras jugar una temporada en Rasta Vechta.
En verano de 2017 regresa otra vez a las filas del Rasta Vechta para jugar en 2. Basketball Bundesliga y conseguiría el ascenso en 2018 a la Basketball Bundesliga.
Durante temporada 2018-19 vuelve a la Basketball Bundesliga, tras varias temporadas, realizando unos buenos promedios con Rasta Vechta.